# شوشی (فرزند)
شوشی (به ژاپنی: 庶子 しょし); اصطلاحی است که به فرزندی گفته می‌شود که از زنی متولد شود که سی‌شیتسو (همسر اصلی) یک مرد نباشد. این مفهومی است که با استقرار نظام ازدواج به وجود آمد. در اصل، کلمه «شوشی» به‌طور گسترده به کودکانی که خارج از ازدواج به دنیا می‌آیند گفته می‌شود، اما از آنجایی که به معنای «کودکی که از زن سوکوشیتسو (زن غیر اصلی) یا شو به دنیا می‌آید» نیز دارد، دیگر در دوران مدرن به‌عنوان متداول به کار نمی‌رود و تبعیض‌آمیز محسوب می‌شود.
در ژاپن در جوامعی که نظام تک همسری برقرار نشده بود، تمایزاتی مانند فرزند زن اصلی یا فرزند زن سوکوشیتسو (زن غیر اصلی) برجسته نبود و معنایی جز تمایزات مبتنی بر جایگاه مادر و روابط بین والدین نداشت.
بر اساس قانون مدنی تا زمانی که در سال ۱۹۴۲ بازنگری شد، فرزندی که خارج از ازدواج به دنیا می‌آمد و پدر اذعان می‌کرد که فرزند اوست، «شوشی» نامیده می‌شد. فرزندان نامشروعی که خارج از ازدواج به دنیا می‌آمدند و هیچ مردی تأنید نمی‌کرد که فرزند اوست «شی سیجی» (私生児) به معنی «فرزند من» نامیده می‌شدند. در قانون مدنی فعلی، اصطلاح فرزند نامشروع به کار نمی‌رود و به جای آن به «فرزند متولد شده خارج از ازدواج» به کار می‌رود.